# Sander Zwegers
Sander Pieter Zwegers (né le 16 avril 1975 à Oosterhout) est un mathématicien néerlandais dont les travaux établissent un lien entre les formes de Maass et les fausses fonctions thêta de Srinivasa Ramanujan en 2002. Après un passage à l'Institut Max-Planck de Bonn, il devient professeur assistant à l'University College de Dublin en 2008. Depuis 2011, il est professeur de théorie des nombres à l'Université de Cologne.

## Recherches
En 1976, le mathématicien américain George Andrews découvre ce qui est aujourd'hui connu sous le nom de « Cahiers de Ramanujan ». Il contient de nombreux résultats remarquables, dont les mystérieuses fonctions thêta factices. Ce cahier contient ce que de nombreux spécialistes considèrent comme l'œuvre la plus profonde de Ramanujan. C'est Sander Zwegers qui, en tant que doctorant, a des idées révolutionnaires sur la façon d'adapter les fonctions thêta fictives dans un contexte plus large. Sa thèse de doctorat de 2002 donne lieu à de nombreuses publications et conférences internationales.
Le domaine d'intérêt général de Zwegers est la théorie des nombres. Plus précisément, il étudie les formes modulaires et leurs variations, telles que les formes de Maass, les formes modulaires fictives, les fonctions thêta (indéfinies) et les formes de Jacobi (Maass).